# パッラス・ユッラストゥントゥリ国立公園
パッラス・ユッラストゥントゥリ国立公園は、フィンランドで三番目に最大の国立公園で、敷地面積は1020平方キロメートル。エノンテキオ市、キッティラ市、コラリ市、ムオニオ市にまたがる国立公園は、西ラップランドに位置する。パッラス・ユッラストゥントゥリ国立公園の景観は、約100キロメートルに及ぶ高地尾根とスカンジナビア針葉樹林帯のタイガである。パッラス・ユッラトゥントゥリ国立公園は、訪問者数においてはフィンランドで最多の国立公園である。2019年の訪問者数は、56万1200人。
国立公園の人気の理由は、様々である。訪問者アンケートによると、パッラス・ユッラストゥントゥリ国立公園を訪れる方は、国立公園の景観、広範囲にわたるハイキングコースやスキーコース、清潔さや安全性を特に評価している。 パッラストゥントゥリの景観は、フィンランド国立公園景観 の1つに選ばれた。

## ハイキングコース
パッラス・ユッラストゥントゥリ国立公園には、様々なレベルのハイカーに合ったハイキングやスキーコースが数十か所あります。道中で国立公園内の変化に富んだ自然の景観を楽しむことができます。コースの一部は、トゥントゥリの頂上まで続き、又、公園内の森の自然や湿原の景観 を楽しめるところもあります。
国立公園内では、徒歩、マウンテンバイク、カヌー、スキー、スノーシューなど運動をしながら移動します。ハイキングコースが多様で、日帰りハイキングから数日に渡るトレッキングまで様々な距離のハイキングが可能です。パッラス・ユッラストゥントリ国立公園では、日帰りハイキングでトゥントゥリを登頂することも可能です。人気の日帰りハイキングは、ピュハケロ日帰りハイキング、タイバスケロコース、ピルンクルン・ポンニストゥスコース、バルカーンクルン道、ケサンキヤルビコース、トゥオミクルンコースなどです。 
大半のコースは、1周でき、道中に公共休憩所があります。ゴアティ、差し掛け小屋、キャンプファイヤー場、絶景スポット、あばら屋、山小屋を休憩所として整備しています。国立公園内の標識付きサマーハイキングコースの距離は、総計340キロメートルにも及びます。更に、国立公園付近のサマーハイキングコースは、総計約200キロメートルになります。マウンテンバイクは、例外を除き、標識付きサマーハイキングコースで可能です。スキーコースは、約500キロメートルにも及び、ウィンターハイキングコースは、約100キロメートルです。ウィンターハイキングの散策方法として、徒歩、スノーシュー、マウンテンバイクが可能です。 
最も有名な国立公園のコースは、フィンランドで最古の標識付きコースのヘッタ・パッラスコースです。コースは、1934年に整備されました。およそ50キロメートルに渡るヘッタ・パッラスコースは、両方面から散策できます。コースは、トゥントゥリの高地と峡谷を通ります。トゥントゥリの頂上へも続くコースの道中には、公共のあばら屋と山小屋があります。

## 地形と自然
パッラス・ユッラストゥントリ国立公園の景観の特性は、大昔に形成された褶曲山地の名残りから成る高地尾根です。現在の丸みを帯びたトゥントゥリは、褶曲山地の頭部が浸食されて形成されました。国立公園の最高峰は、パッラストゥントゥリのタイバスケロで、最高地点の標高は、809メートルです。その他の山頂として、ピュハケロ、ルミケロ、ラウクケロ、パルカスケロがあります。ケロ(フィンランド語)とは、樹木のない丸みを帯びたトゥントゥリの頭部のことです。 
パッラス・ユッラストゥントリ国立公園の自然は、多様で変化に富んでいます。公園内には、湿原、タイガ、原生林、はげ山、雑木林など様々な種類のビオトープがあります。 

### 植物と水域
国立公園では、植物が生い茂っています。国立公園内では、松、トウヒ、ヨーロッパダケカンバが主として生育しています。樹木のないトゥントゥリ地区で典型的な植物は、ヒメカンバ、イワウメ、アルパイン・ベアベリー、セイヨウガンコウランなどの低木です。豊富な栄養分が含まれた小川付近の森林には、ラップランドのフサスグリ、クサソテツ、セイヨウトウキ、セイヨウオニシバリなどが生育しています。タイガでは、特にビルベリーやリンゴンベリーなどの亜低木が生育しています。古く湿った原生林では、ウッドクレインズビルやエゾゴゼンタチバナ、また多くの珍しい苔類やキノコ類が生育しています。 
湿原は、トゥントゥリや針葉樹林に加えて、パッラス・ユッラストゥントリ国立公園の代表的な景観です。湿原では、マーシュラブラドルティー、ワタスゲ、ホロムイイチゴ、クロマメノキなど、湿地植物が生育しています。石灰が含まれる地域では、珍しい蘭などが生育しています。 
国立公園内には、湖、池、小川が多数あります。公園内最大の湖は、パッラスヤルビ湖で、パッラストゥントゥリ自然センターから南東にあります。 
国立公園内では、トナカイやヘラジカなど大型哺乳類にも出会う機会があります。特に、トナカイは、トゥントゥリや湿原地区を夏期の生息地とします。典型的な哺乳類として、ウサギ、キツネ、マツテン、ノルウェーレミング、様々なモグラやリスの種なども生息しています。フィンランド最大の肉食動物は、パッラス・ユッラストゥントリ国立公園地区を生息地とする熊とオオヤマネコです。  
パッラス・ユッラストゥントリ国立公園で、北部と南部の鳥類が出合います。北部の鳥類は、ライチョウ、カラフトライチョウ、コバシチドリです。栄養豊富なトウヒ森では、クロウタドリやモリムシクイなど南部の鳥類が生息しています。森では、様々な種類のシジュウカラ、アカオカケス、ギンザンマシコなどが生息しています。モグラが多く生息しているので、フクロウやタカも多数生息しています。小川付近で主に生息しているムナジロカワガラスは、冬でも流れる小川へ潜って餌を捕獲します。国立公園内で見られる鳥類としては、オガワコマドリ、タカブシギ、ツメナガセキレイ、エリマキシギ、ツルシギ[i]などがあります。 

### 気候と自然現象
北極圏の北部に位置するパッラス・ユッラストゥントリ国立公園の位置から生じる典型的な気象現象と自然現象が、四季の変化に影響をもたらしています。冬季は、12月から1月にかけての極夜や降雪、又、氷点下30度にも下がり、日照時間はわずかです。雲のない晴れた冬の夜空では、天体やオーロラを観測できる機会もあります。 
国立公園の積雪が一番深い時期は3月から4月で、トゥントゥリや森での積雪量は、1メートル以上にもなります。初春の頃には、日照時間がどんどん長くなっていきます。春には、雪が溶け始め、日照時間も更に長くなっていきます。夏は、6月中旬に始まり、6月から7月にかけて白夜になります。白夜では、太陽が地平線から下に沈みません。 
紅葉は、西ラップランドのトゥントゥリで9月中旬ごろから始まり、2，3週間続きます。初雪は、10月中旬ごろに降りますが、特にパッラス・オウナストゥントゥリ地区では、6月にもにわか雪が降ることがあります。 

## 責務
パッラス・ユッラストゥントリ国立公園に、「European Charter 1」証明書が2013年‐2018年と2019年‐2023年にかけて承認された。証明書は、ヨーロッパ自然保護区協会「EUROPARC」[i]が、承認した。 

フィンランドのすべての国立公園では、「ごみのないハイキング」のルールを順守している。「ごみのないハイキング」の目標は、ハイカーが、自身のごみを集め、公共エコポイントで破棄することである。このようにして、自然に残された廃棄物量を少なくする努力をしている。 
ごみ分別のために、パッラストゥントゥリ、トゥントゥリラッピ、ユッラストゥントリの自然センターにはエコポイントがあり、そこで、古紙、段ボール廃棄物、ガラス廃棄物、金属廃棄物、乾電池廃棄物を破棄することができる。生物系廃棄物は乾式トイレで堆肥でき、少量の小さなごみは焚き火場で焼却できる。  
パッラス・ユッラストゥントリ国立公園では、フィンランド気象研究所サンマルトゥントゥリ測定局によって空気質指数が計測されている。WHOの情報によると、サンマルトゥントゥリにある測定局は、世界空気質指数を測定する局の1つである。国立公園内での浮遊粒子状物質は、4 µg/m3以下である。 

## 自然センター
パッラス・ユッラストゥントリ国立公園には、自然センターが3か所ある。ユッラストゥントリ自然センターケッロカス、パッラストゥントゥリ自然センター、ヘタのトゥントゥリラッピ自然センターである。
自然センターの案内所係員が国立公園とハイキングについて案内している。自然センターの「Meän elämää(我々の生活-トルネ谷周辺で話されるフィンランド語の方言)」展示、「森からトゥントゥリへ」展示、「Vuovjjuš (サミ)‐遊牧民」展示では、その地域の自然と文化を紹介している。自然センターでは映画や芸術展示を鑑賞することもできる。来館者は、自然に関する商品を購入することもできる。

## 歴史
フィンランドで国立公園設立と言うアイデアは、1910年に初めて提案されました。当時、森林保護委員会は、国立公園設立の候補として、パッラストゥントゥリとペルコセンニエミのピュハトゥントゥリを提案しました。フィンランドの植物学者カールロ・リンコラは、パッラストゥントゥリ地区に国立公園を設立することを自身の意見として強く提案しました。 
パッラス・オウナストゥントゥリで設立予定の一般自然保護地区についての提案は、1928年、議会で承認され、様々な報告や提案を得て、最終的に1938年、フィンランド初の国立公園が設立されました。その初の国立公園の1つとして、パッラス・オウナストゥントゥリ国立公園もあります。 
パッラス・ユッラストゥントリ国立公園地区には、1930年にまで遡る旅行の歴史があり、その当時オウナストゥントゥリのピュハケロとパッラストゥントゥリで、トゥントゥリスキークラスの開催を始めました。アカスロンポロへの旅行も同時期に一般化されました。 
パッラス・ユッラストゥントリ国立公園は、2005年に設立されました。新国立公園には、旧パッラス・ユッラストゥントリ国立公園、ユッラス・アーケヌストゥントゥリ、古い森林地区や湿原保護プログラム地区などその周辺地域の様々な保護地区が含まれています。同時に、パッラス・オウナストゥントゥリ国立公園を廃止しました。新国立公園の面積は、1022平方キロメートルになりました。 

## ピクチャ

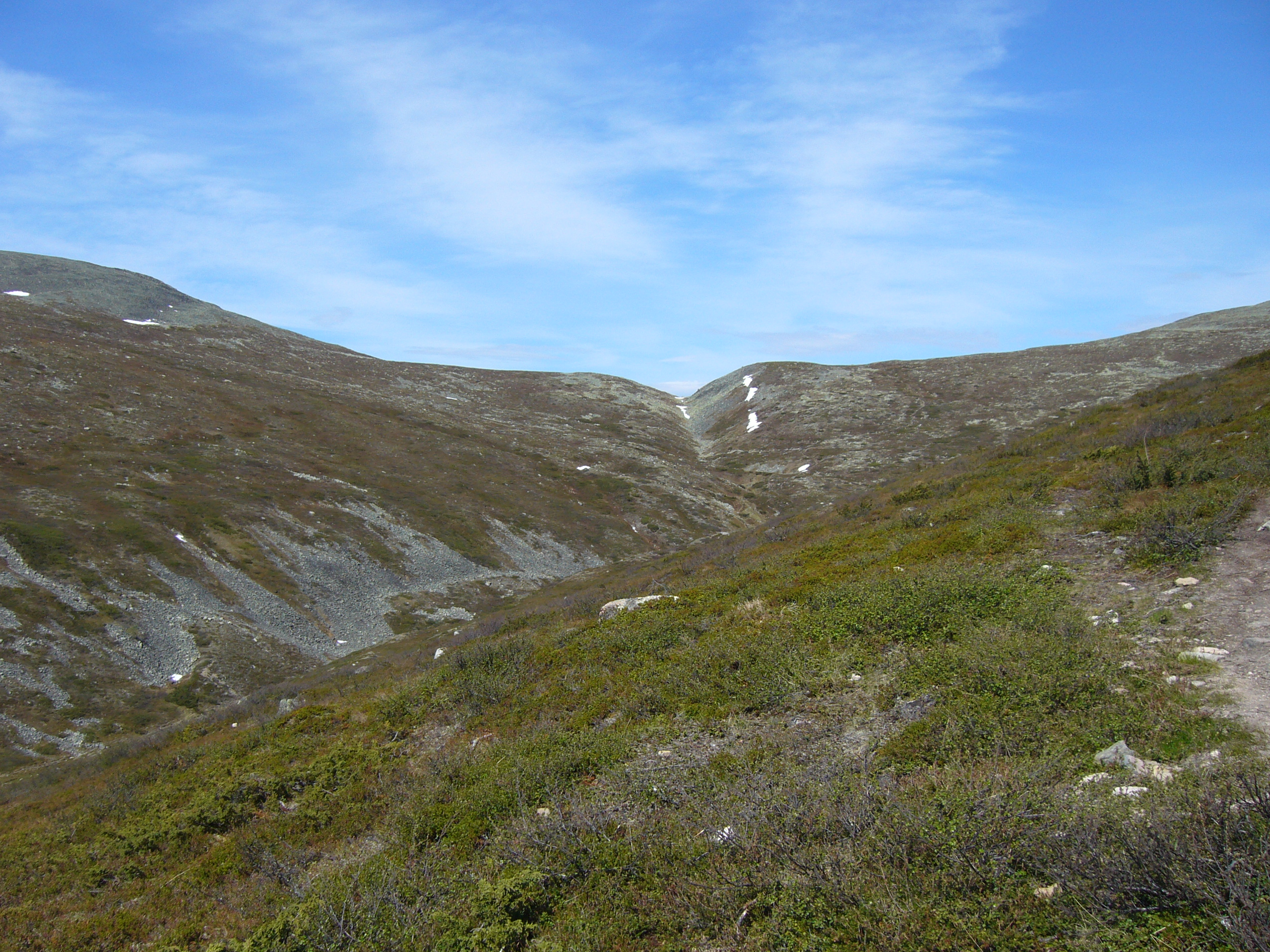
ムオニオ周辺のパラスユラストゥントゥリ国立公園
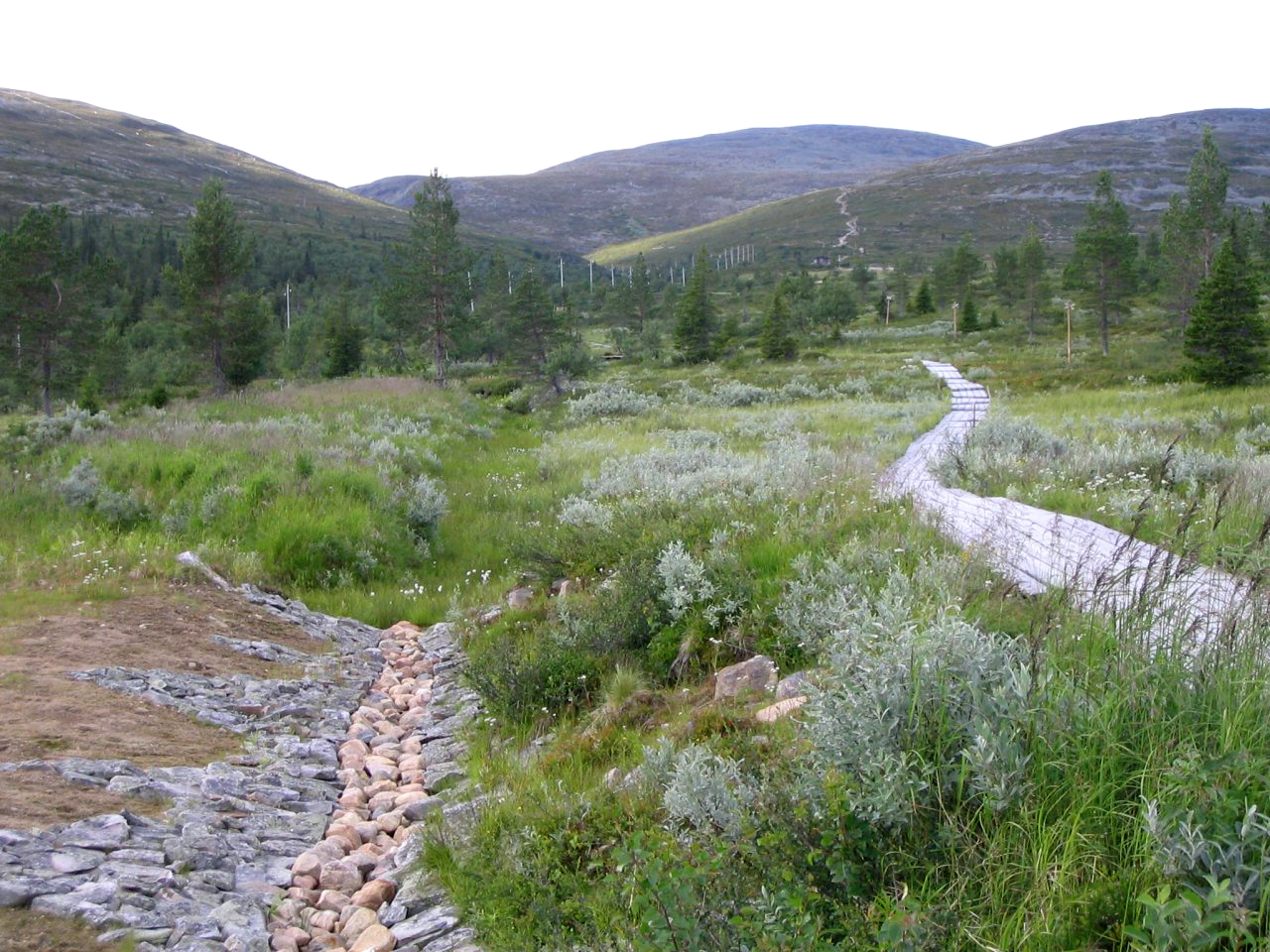
Taivaskeroの中央にあるPallastunturi山のふもとでのハイキングコースの始まり
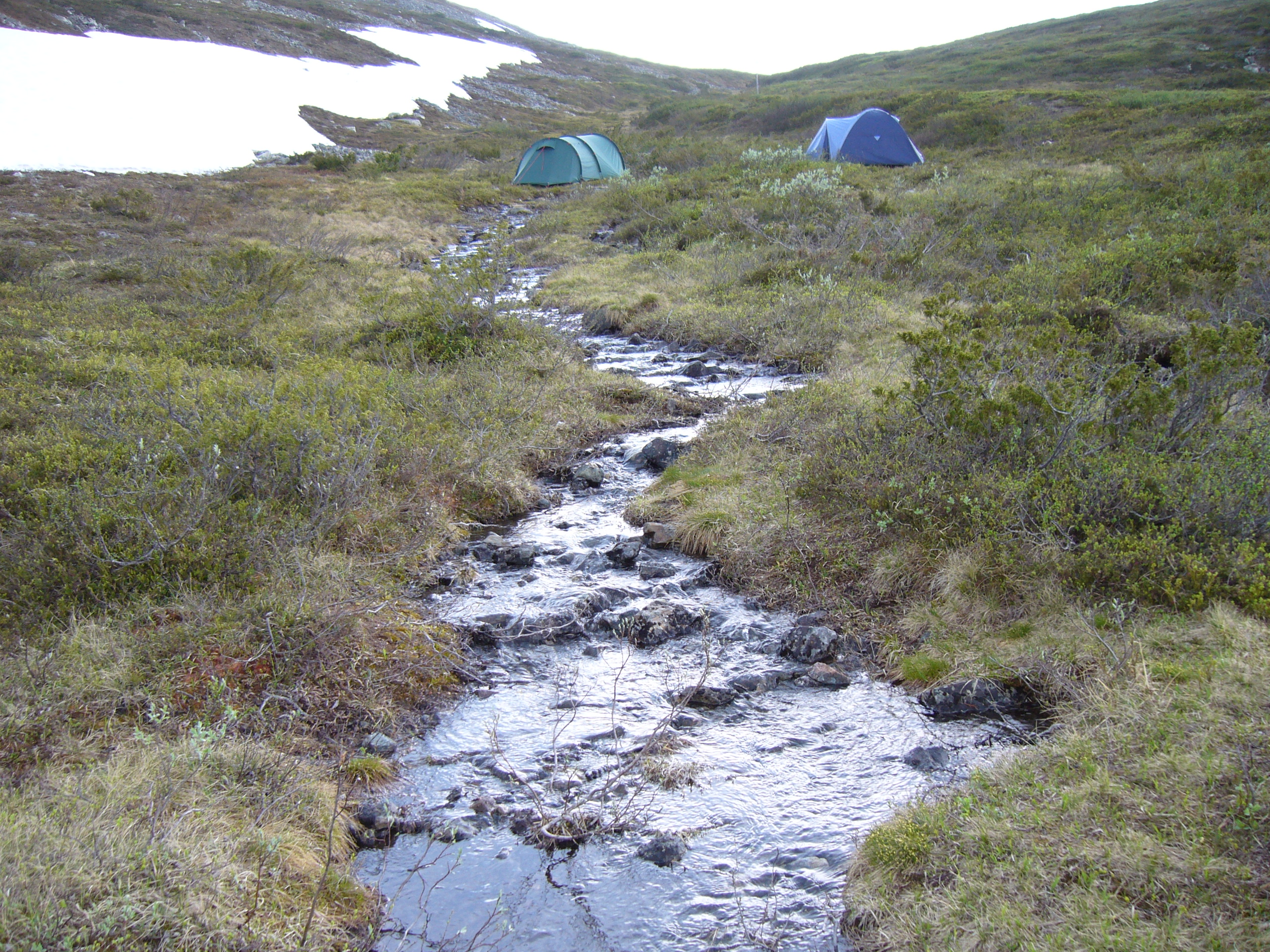
モンテルのキャビン近くのトゥントゥリプロ
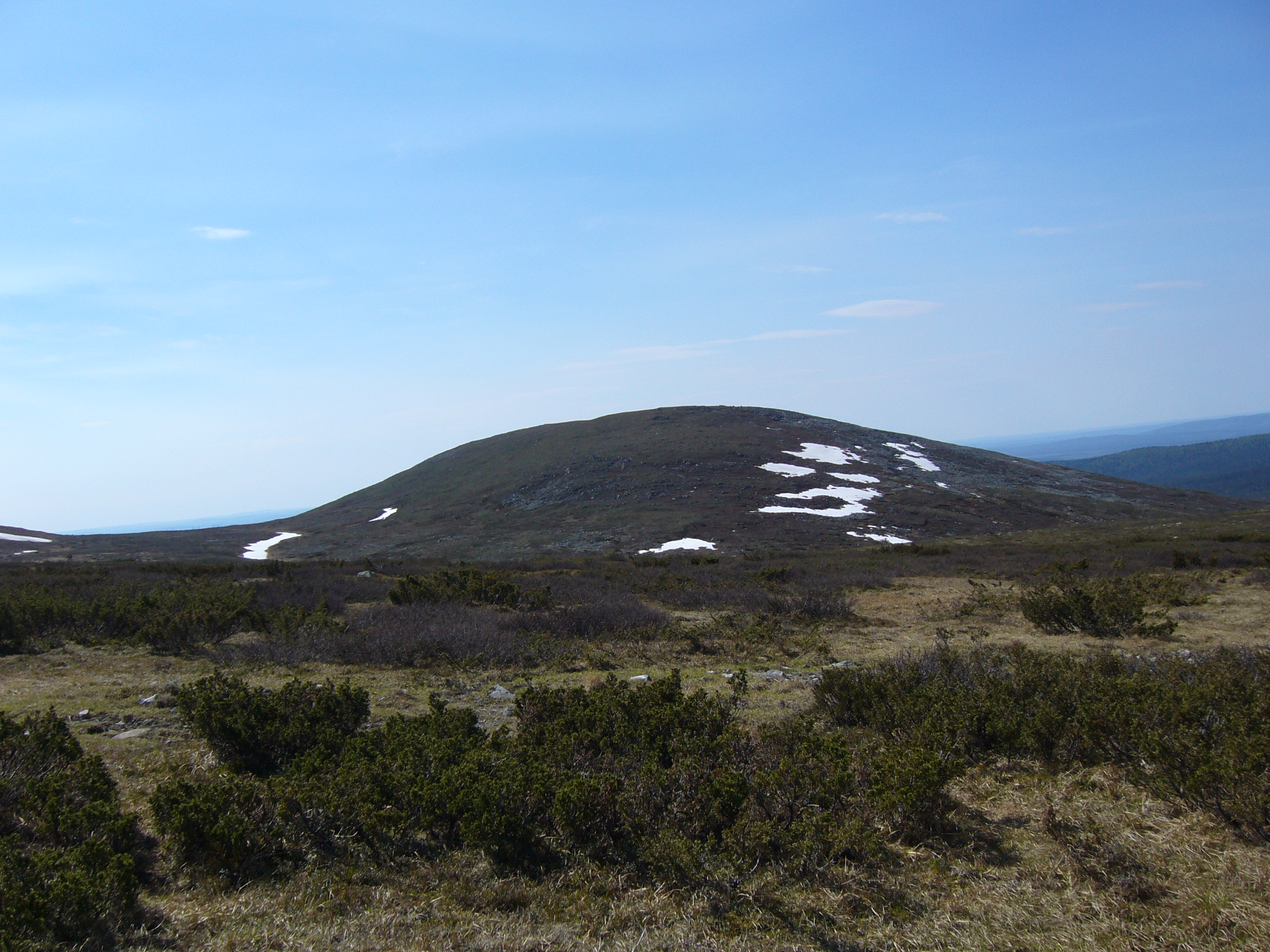
2006年6月の国立公園
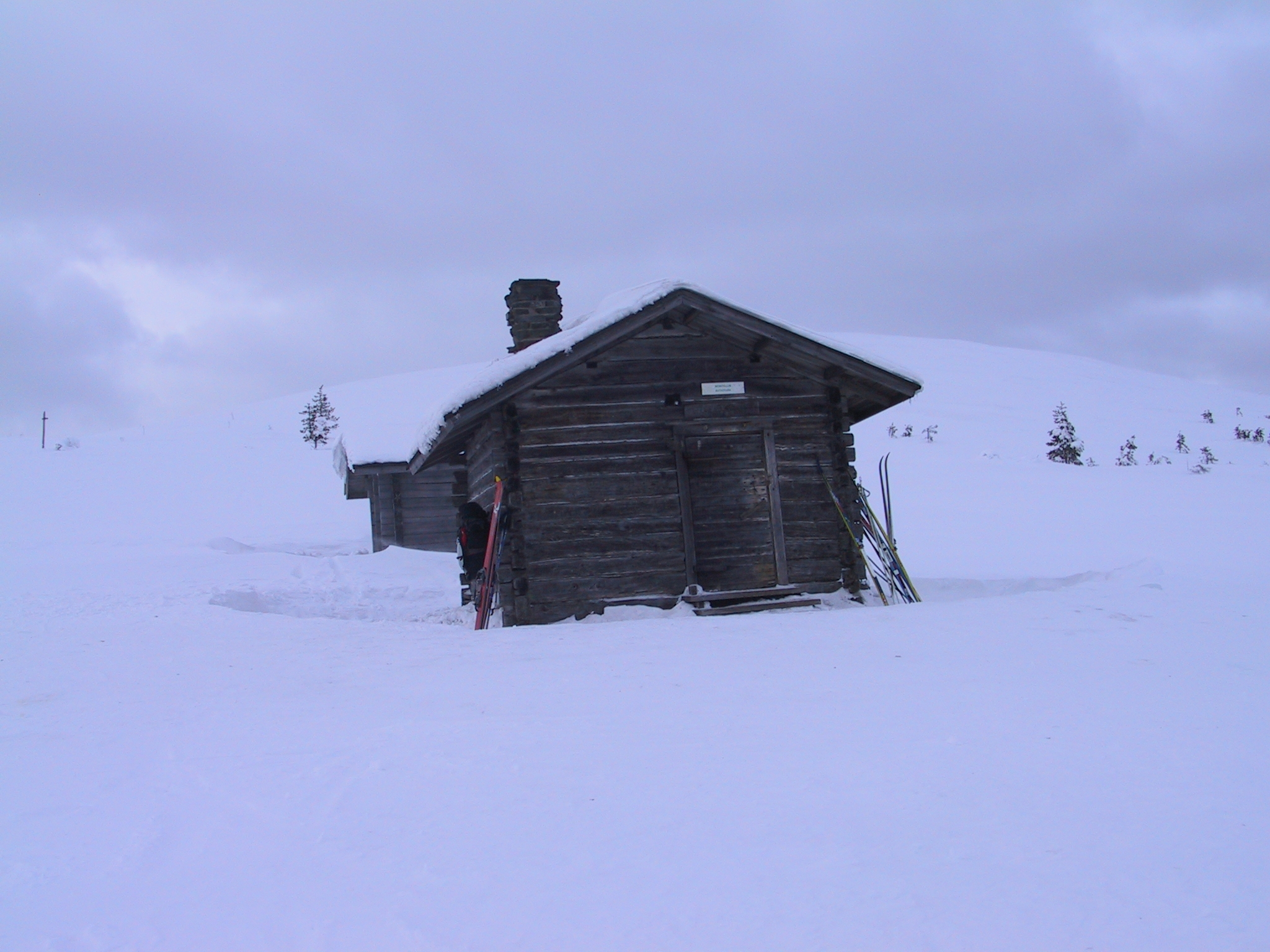
Montell's Lodgeは、 Justus Montellにちなんで名付けられた。家はオリジナルではない。